# Theo Frankenstein
Theo Frankenstein (* 27. August 1906 in Köln; † nach 1933) war ein deutscher Bahnradsportler.
Theo Frankenstein war einer der populärsten Bahnradsportler in Deutschland Ende der 1920er bis in die 1930er Jahre hinein. 1925 gewann er gemeinsam mit Jean Steingass das Rennen Silberner Adler von Köln. 1926 wurde er Dritter der deutschen Meisterschaft im Sprint der Amateure, anschließend wurde er Profi und bestritt hauptsächlich Sechstagerennen. Er startete bei insgesamt 17, bei den meisten gemeinsam mit seinem Landsmann Paul Buschenhagen, mit dem er jeweils den zweiten Platz 1928 in Köln, 1929 in Stuttgart und in Leipzig belegte. 1928 gewann er mit Piet van Kempen das Sechstagerennen von Stuttgart.